# Österreichische Handballmeisterschaft (Frauen) 2021/22
Die 51. Saison der Women Handball Liga Austria (WHA) begann am 11. September 2021.
In der höchsten österreichischen Frauenliga waren 12 Mannschaften vertreten.

## Modus
Im Grunddurchgang spielten zwölf Mannschaften ein Doppelrundenturnier. Das Play-off um den Meistertitel wurde in Form eines „Final-Four“ im Europacup-Modus ausgespielt: im Semifinale traf der Erste auf den Vierten, der Zweite auf den Dritten.

## Grunddurchgang
| Pl.                             | Verein                                | Sp. | S  | U | N  | Tore      | Diff. | Punkte |
| ------------------------------- | ------------------------------------- | --- | -- | - | -- | --------- | ----- | ------ |
| 1.                              | Hypo NÖ (M)                           | 22  | 21 | 0 | 1  | 0775:4560 | +319  | 42     |
| 2.                              | WAT Atzgersdorf                       | 22  | 19 | 2 | 1  | 0654:5120 | +142  | 40     |
| 3.                              | SC witasek Ferlach/Feldkirchen        | 22  | 14 | 0 | 8  | 0632:5610 | +71   | 28     |
| 4.                              | MGA Fivers                            | 22  | 12 | 3 | 7  | 0633:6150 | +18   | 27     |
| 5.                              | HC Sparkasse BW Feldkirch             | 22  | 11 | 4 | 7  | 0600:6130 | −13   | 26     |
| 6.                              | Roomz Hotels ZV Handball Wr. Neustadt | 22  | 10 | 3 | 9  | 0643:6500 | −7    | 23     |
| 7.                              | UHC Müllner Bau Stockerau             | 22  | 9  | 2 | 11 | 0535:5740 | −39   | 20     |
| 8.                              | Bruck/Trofaiach Füchse                | 22  | 8  | 0 | 14 | 0543:6100 | −67   | 16     |
| 9.                              | SSV Dornbirn Schoren                  | 22  | 5  | 3 | 14 | 0550:6550 | −105  | 13     |
| 10.                             | HIB Handball Graz                     | 22  | 4  | 3 | 15 | 0606:6810 | −75   | 11     |
| 11.                             | Union Korneuburg                      | 22  | 5  | 0 | 17 | 0607:7320 | −125  | 10     |
| 12.                             | UHC Eggenburg                         | 22  | 3  | 2 | 17 | 0539:6580 | −119  | 8      |
| Quelle: ÖHB, Stand: 8. Mai 2022 |                                       |     |    |   |    |           |       |        |

|     | Finalserie                 |
|     | Abstieg                    |
| (M) | Meister der letzten Saison |

## Finalserie

### Finalserie-Baum
|  | Halbfinale | Halbfinale                     | Halbfinale |  |  | Finale | Finale          | Finale |
|  |            |                                |            |  |  |        |                 |        |
|  |            |                                |            |  |  |        |                 |        |
|  | GD1        | Hypo NÖ                        | 2          |  |  |        |                 |        |
|  | GD4        | MGA Fivers                     | 0          |  |  |        |                 |        |
|  |            |                                |            |  |  | GD1    | Hypo NÖ         | 2      |
|  |            |                                |            |  |  | GD2    | WAT Atzgersdorf | 0      |
|  | GD2        | WAT Atzgersdorf                | 1          |  |  |        |                 |        |
|  | GD3        | SC witasek Ferlach/Feldkirchen | 1          |  |  |        |                 |        |
|  |            |                                |            |  |  |        |                 |        |

### WHA Halbfinale
Für das Halbfinale waren die ersten vier Mannschaften qualifiziert, wobei der Erste gegen den Vierten und der Zweitplatzierte gegen den Dritten spielte. Die K.O.-Phase wurde in Best-of-Two Serien ausgetragen, die Sieger spielten im Finale um den Meistertitel. Bei Gleichstand in einer Serie zählte die Tordifferenz.
| Hypo NÖ (GD1) – MGA Fivers (GD4) | Hypo NÖ (GD1) – MGA Fivers (GD4) | Hypo NÖ (GD1) – MGA Fivers (GD4) | Hypo NÖ (GD1) – MGA Fivers (GD4) |
| -------------------------------- | -------------------------------- | -------------------------------- | -------------------------------- |
| 10. Mai                          | MGA Fivers 6 Breit               | 20 : 28 (9 : 12)                 | Hypo NÖ 6 Schindler, Wess        |
| 14. Mai                          | Hypo NÖ 6 Schindler              | 23 : 11 (11 : 5)                 | MGA Fivers 4 Sabatnig            |
| Endstand in der Serie: 2:0       |                                  |                                  |                                  |

| WAT Atzgersdorf (GD2) – SC witasek Ferlach/Feldkirchen (GD3) | WAT Atzgersdorf (GD2) – SC witasek Ferlach/Feldkirchen (GD3) | WAT Atzgersdorf (GD2) – SC witasek Ferlach/Feldkirchen (GD3) | WAT Atzgersdorf (GD2) – SC witasek Ferlach/Feldkirchen (GD3) |
| ------------------------------------------------------------ | ------------------------------------------------------------ | ------------------------------------------------------------ | ------------------------------------------------------------ |
| 11. Mai                                                      | SC witasek Ferlach/Feldkirchen 9 Prevendar                   | 27 : 22 (14 : 10)                                            | WAT Atzgersdorf 4 Mahr, Failmayer, Gschwentner               |
| 15. Mai                                                      | WAT Atzgersdorf 7 Reichert                                   | 26 : 20 (12 : 7)                                             | SC witasek Ferlach/Feldkirchen 8 Voncina                     |
| Endstand in der Serie: 1:1                                   |                                                              |                                                              |                                                              |

### WHA Finale (Best of three)
| Finale: Hypo NÖ (GD1) – WAT Atzgersdorf (GD2) | Finale: Hypo NÖ (GD1) – WAT Atzgersdorf (GD2) | Finale: Hypo NÖ (GD1) – WAT Atzgersdorf (GD2) | Finale: Hypo NÖ (GD1) – WAT Atzgersdorf (GD2) |
| --------------------------------------------- | --------------------------------------------- | --------------------------------------------- | --------------------------------------------- |
| 21. Mai 2022, 20:20 Uhr                       | Hypo NÖ 6 Schindler, Neidhart                 | 27 : 21 ( 17 : 10 )                           | WAT Atzgersdorf 4 Dramac, Failmayer           |
| 25. Mai 2022, 20:20 Uhr                       | WAT Atzgersdorf 5 Dramac, Bohnen              | 23 : 34 ( 13 : 20 )                           | Hypo NÖ 10 Wess                               |
| Endstand in der Serie: 2:0                    |                                               |                                               |                                               |